# HC Dontsjanka
HC Dontsjanka Volgodonsk is een Russische hockeyclub uit Volgodonsk.
De club is een vrouwenhockeyclub en werd opgericht in 1982. Ze spelen in de hoogste Russische divisie en werden meerdere malen Russisch kampioen. Dat gebeurde van 1993 tot en met 1997 en in 2000. Hierdoor nam de club deel aan de Europacup I toernooien in dat jaar. In 1995 en 1999 werd ook de Russische beker gewonnen.